# Sergeant Murphy
Sergeant Murphy é um filme de comédia estadunidense dirigido por B. Reeves Eason e estrelado por Ronald Reagan, Mary Maguire, Donald Crisp, Ben Hendricks Jr. e William B. Davidson. O filme foi lançado pela Warner Bros. em 1º de janeiro de 1938.

## Elenco
- Ronald Reagan ...Pvt. Dennis Reilley
- Mary Maguire ...Miss Mary Lou Carruthers
- Donald Crisp ...Col. Todd Carruthers
- Ben Hendricks Jr. ...Cpl. Kane
- William B. Davidson ...Maj. Gruff
- Max Hoffman Jr. ...Sgt. Buck Connors
- Robert Paige ...Lt. Duncan
- Emmett Vogan ...Maj. Smythe
- Tracy Layne ...Texas
- Edmund Cobb ...ajudante de Gruff
- Janet Shaw ...Joan Furse
- Rosella Towne ...Alice Valentine
- Joan Valerie ...Bess Merrill
- Sam McDaniel ...Henry H. Henry

## Produção
Ronald Reagan era oficial da reserva da Cavalaria na época. Seu papel foi oferecido pela primeira vez a James Cagney. De acordo com a Variety, as cenas de corrida de cavalos foram filmadas no Santa Anita Racetrack, Califórnia.